# Can Sebastià Sans i Bori
Can Sebastià Sans i Bori és una obra de Sitges (Garraf) inclosa a l'Inventari del Patrimoni Arquitectònic de Catalunya.

## Descripció
Can Sebastià Sans i Bori és un edifici situat a la cantonada dels carrers Illa de Cuba i Sant Isidre. La composició de la casa es va fer d'acord amb l'espai disponible, bastint dues ales perpendiculars amb el vèrtex trencat per transformar-lo en façana principal amb una petita zona enjardinada a la planta baixa i un pòrtic d'entrada que sosté la balustrada del balcó del primer pis; l'obertura és allindada i presenta a la part superior una cornisa amb cercles ornamentals que contenen les inicials "S-S" del propietari. Al segon pis hi ha tres petites obertures i el coronament és amb cornisa motllurada i acabament inspirat amb els merlets però de forma semicircular. Les altres façanes de composició simètrica i idèntica presenten com a elements més remarcables les finestres del primer pis, amb un timpà trencat al vèrtex per un segment circular. Es conserva encara al jardí posterior.

## Història
Aquest edifici va ser un dels primers bastits a l'eixample iniciat el 1880 per Jaume Sunyer i Juncosa. Aquest mateix mestre d'obres va realitzar el projecte de la casa, tot i que no s'ha conservat. La construcció es pot datar aproximadament l'any 1883, ja que Can Sebastià Sans apareix inclosa al cadastre d'aquell any. Aquest edifici va ser realitzat per al periodista i escriptor carlí Sebastià Sans i Bori (1853-1928). Al febrer del 1939 s'hi instal·là un quarter general de la Falange Española Tradicionalista y de las JONS.